# 2003-as Eurovíziós Dalfesztivál
A 2003-as Eurovíziós Dalfesztivál (angolul: Eurovision Song Contest 2003, franciául: Concours Eurovision de la chanson 2003, lettül: 2003. gada Eirovīzijas dziesmu konkurss) volt a negyvennyolcadik Eurovíziós Dalfesztivál, melyet Lettországban rendeztek meg, mivel a 2002-es Eurovíziós Dalfesztivált a lett Marie N I Wanna című dala nyerte. Ez volt az első alkalom, hogy Lettországban, és a második alkalom az előző év után, hogy a Balti országok egyikében rendezték meg a dalfesztivált.
26 ország erősítette meg részvételét a dalfesztiválra, beleértve Ukrajnát, mely először vett részt, egy év kihagyás után térhetett vissza Hollandia, Írország, Izland, Lengyelország, Norvégia és Portugália, míg Dánia, Finnország, Litvánia, Macedónia és Svájc visszalépésre kényszerült.
A verseny győztese a Törökországot képviselő Sertab Erener énekesnő lett, aki 167 pontot összegyűjtve nyerte meg a döntőt, az ország első győzelmét aratva. Az Everyway That I Can című dal emellett négy országtól kapta meg a maximális 12 pontot.

## A helyszín és a verseny témája
Lettország a 2002-es győzelmét követően, a hagyomány szerint, megkapta a következő évi verseny rendezési jogát.
Később három várost (Jūrmala, Riga, Ventspils) neveztek meg, amelyek egyike rendezheti a dalfesztivált. Jūrmalát és a Rigában található Mežaparks Szabadtéri Színpadot végül visszaléptették, mivel nem feleltek meg a verseny elvárásainak. 2002. június 15-én az EBU referenciacsoportja a lett szervezőkkel közösen úgy döntött, hogy Riga ad otthont a versenynek, a pontos helyszínt, a 8 000 férőhelyes Skonto Hall-t csak később, augusztus 22-én jelentették be.
Kulcsok:   †   Rendező város  ‡   Pályázó városok      Nem megfelelő helyszínek
| Város                             | Intézmény                             | Kapacitás                         | Megjegyzés                                                  |
| Hivatalosan benyújtott pályázatok | Hivatalosan benyújtott pályázatok     | Hivatalosan benyújtott pályázatok | Hivatalosan benyújtott pályázatok                           |
| --------------------------------- | ------------------------------------- | --------------------------------- | ----------------------------------------------------------- |
| Riga †                            | Ķīpsala Nemzetközi Kiállítási Központ | 3 500–6 500                       | Az egyik legesélyesebb helyszín volt.                       |
| Riga †                            | Skonto Hall                           | 8 000                             | Az egyik legesélyesebb helyszín volt.                       |
| Ventspils ‡                       | Ventspils Olimpiai Központ            | 4 500                             | Az egyik legesélyesebb helyszín volt.                       |
| Visszaléptetett pályázatok        |                                       |                                   |                                                             |
| Riga                              | Mežaparks Szabadtéri Színpad          | ~ 70 000                          | A rendezéshez szükséges lett volna egy tető építése.        |
| Jūrmala                           | Dzintari Koncertterem                 | 2 024                             | A helyszínnek átfogó felújítás kellett volna a rendezéshez. |

## A résztvevők
Ukrajna először vett részt a dalversenyen.
Eredetileg Albánia, Fehéroroszország, valamint Szerbia és Montenegró is csatlakozni kívánt, de az aktuális szabályok ezt nem tették lehetővé. Mindhárom ország egy évvel később debütálhatott.
A 2004-ben bevezetett elődöntők miatt ez volt az utolsó év, hogy használták a kieséses szabályt. Ez alapján nem vehetett részt ebben az évben Dánia, Finnország, Litvánia, Macedónia és Svájc, illetve egy év kihagyás után térhetett vissza Hollandia, Írország, Izland, Lengyelország, Norvégia és Portugália. Ez volt az első alkalom, hogy huszonhat dal volt a verseny döntőjében. Legközelebb ilyen a 2012-es Eurovíziós Dalfesztiválon fordult elő.

## A verseny
1991 után másodszor fordult elő, hogy két korábbi versenyző volt a műsorvezető. Marie N az előző évben diadalmaskodott, Renārs Kaupers pedig 2000-ben az ország első indulójaként a harmadik helyen végzett. A verseny mottója Varázslatos találkozás volt.
Nagy esélyesnek tartották a verseny előtt az orosz t.A.T.u. lányduót, akik ekkor már Európa-szerte ismeretségre tettek szert. Több problémát is okoztak a szervezőknek, mikor nem tartották magukat a próbák és sajtótájékoztatók szoros menetrendjéhez. A verseny során a lett közönség ki is fütyülte őket; ez 1984 óta először fordult elő.
A verseny elején élő bejelentkezésben üdvözölték a dalfesztivál legelső győztesét, Lys Assiát, aki Ciprusról jelentkezett be. Emellett szintén élőben kapcsolták Elton Johnt a bécsi Life Ball jótékonysági eseményről és két űrhajóst, Edward Tsang Lu-t és Jurij Ivanovics Malencsenkót a Nemzetközi Űrállomásról.
Érdekes színfoltja volt a mezőnynek a belga dal, melyet kitalált nyelven adtak elő. Az osztrák előadó Alf Poier pedig komikus előadásával osztotta meg a közönség véleményét.
A verseny történetében először fordult elő, hogy a pontozótábla a szavazatok beolvasása közben automatikusan rendeződött. A pontok száma szerint volt látható az országok sorrendje, az adott pillanatban legtöbb pontot szerzett ország az első, míg a legkevesebbet szerző az utolsó helyen állt. 2002-ig a pontozótábla a szavazatok beolvasása közben változatlan maradt, csak a legvégén rendezték csökkenő sorrendbe azt. A ponttábla 2003-tól minden Eurovízión automatikusan rendeződik.

## A szavazás
A szavazási rendszer megegyezett az 1980-as versenyen bevezetettel. Minden ország a kedvenc 10 dalára szavazott, melyek 1-8, 10 és 12 pontot kaptak. A szóvivők növekvő sorrendben hirdették ki a pontokat.
Az Egyesült Királyság pont nélkül zárta a versenyt, és majdnem ötven évnyi versenyzés után először végzett az utolsó helyen.
A házigazda Lettország mindössze öt ponttal a huszonnegyedik helyen zárt. Ez 1958 és 1992 után a legrosszabb eredmény volt a házigazda számára.
A szavazás rendkívül izgalmasan alakult, az előzetesen is esélyesnek tartott Törökország, Oroszország, valamint meglepetésre Belgium haladt az élen. Az utolsó, szlovén pontok előtt még mindhárom országnak volt esélye a győzelemre. Először Belgium neve hangzott el: a három ponttal ugyan ekkor az élre álltak, de a Törökországnak adott tíz pont eldöntötte a versenyt, Oroszország tizenkét pontja pedig már csak szorosabbá tette a végeredményt. A három ország három ponton belül zárt. Ez volt Törökország első győzelme.
Érdekesség, hogy Ciprus a verseny történetében először adott pontot (rögtön nyolcat is) a vele konfliktusban álló Törökországnak. A ciprusi pontbejelentő viccesen meg is jegyezte, hogy „Európa, békét Ciprusnak!”, mielőtt kimondta volna, hogy „Törökország, nyolc pont!”

## Eredmények
| #  | Ország              | Nyelv                                 | Előadó               | Dal                               | Magyar fordítás                   | Helyezés | Pontszám |
| -- | ------------------- | ------------------------------------- | -------------------- | --------------------------------- | --------------------------------- | -------- | -------- |
| 01 | Izland              | angol                                 | Birgitta             | Open Your Heart                   | Tárd ki a szívedet                | 8.       | 81       |
| 02 | Ausztria            | stájer                                | Alf Poier            | Weil der Mensch zählt             | Mert az ember számol              | 6.       | 101      |
| 03 | Írország            | angol                                 | Mickey Harte         | We’ve Got The World               | Miénk a világ                     | 11.      | 53       |
| 04 | Törökország         | angol                                 | Sertab Erener        | Everyway That I Can               | Mindenféleképpen                  | 1.       | 167      |
| 05 | Málta               | angol                                 | Lynn Chircop         | To Dream Again                    | Újra álmodni                      | 25.      | 4        |
| 06 | Bosznia-Hercegovina | bosnyák, angol                        | Mija Martina         | Ne brini                          | Ne aggódj!                        | 16.      | 27       |
| 07 | Portugália          | angol, portugál                       | Rita Guerra          | Deixa-me sonhar (só mais uma vez) | Engedj álmodni (csak még egyszer) | 22.      | 13       |
| 08 | Horvátország        | angol, horvát                         | Claudia Beni         | Više nisam tvoja                  | Többé nem vagyok a tiéd           | 15.      | 29       |
| 09 | Ciprus              | angol                                 | Stelios Konstantas   | Feeling Alive                     | Élek                              | 20.      | 15       |
| 10 | Németország         | angol                                 | Lou                  | Let’s Get Happy                   | Legyünk boldogok                  | 11.      | 53       |
| 11 | Oroszország         | orosz                                 | t.A.T.u.             | Nye ver, nye bojszja              | Ne higgy, ne félj!                | 3.       | 164      |
| 12 | Spanyolország       | spanyol                               | Beth                 | Dime                              | Mondd nekem!                      | 8.       | 81       |
| 13 | Izrael              | héber, angol, görög, francia, spanyol | Lior Narkis          | Words for Love                    | Szavak a szerelemre               | 19.      | 17       |
| 14 | Hollandia           | angol                                 | Esther Hart          | One More Night                    | Még egy éjszaka                   | 13.      | 45       |
| 15 | Egyesült Királyság  | angol                                 | Jemini               | Cry Baby                          | Sírj, bébi!                       | 26.      | 0        |
| 16 | Ukrajna             | angol                                 | Alexander Ponomaryov | Hasta la Vista                    | Viszlát                           | 14.      | 30       |
| 17 | Görögország         | angol                                 | Mando                | Never Let You Go                  | Sosem hagylak elmenni             | 17.      | 25       |
| 18 | Norvégia            | angol                                 | Jostein Hasselgård   | I’m Not Afraid to Move On         | Nem félek továbblépni             | 4.       | 123      |
| 19 | Franciaország       | francia                               | Louisa Baïleche      | Monts et merveilles               | Hegyek és csodák                  | 18.      | 19       |
| 20 | Lengyelország       | német, lengyel, orosz                 | Ich Troje            | Keine Grenzen – Żadnych granic    | Nincsenek határok                 | 7.       | 90       |
| 21 | Lettország          | angol                                 | F.L.Y.               | Hello From Mars                   | Üdvözlet a Marsról                | 24.      | 5        |
| 22 | Belgium             | mesterséges                           | Urban Trad           | Sanomi                            | —                                 | 2.       | 165      |
| 23 | Észtország          | angol                                 | Ruffus               | Eighties Coming Back              | Visszatérnek a nyolcvanas évek    | 21.      | 14       |
| 24 | Románia             | angol                                 | Nicola               | Don’t Break My Heart              | Ne törd össze a szívemet!         | 10.      | 73       |
| 25 | Svédország          | angol                                 | Fame                 | Give Me Your Love                 | Add nekem a szerelmedet!          | 5.       | 107      |
| 26 | Szlovénia           | angol                                 | Karmen               | Nanana                            | —                                 | 23.      | 7        |

## Ponttáblázat
| Piros: Televoting Kék: Zsűri | Szavazók | Szavazók | Szavazók | Szavazók | Szavazók    | Szavazók | Szavazók            | Szavazók   | Szavazók     | Szavazók            | Szavazók    | Szavazók    | Szavazók      | Szavazók | Szavazók  | Szavazók           | Szavazók | Szavazók    | Szavazók | Szavazók      | Szavazók      | Szavazók   | Szavazók | Szavazók   | Szavazók | Szavazók   | Szavazók  |
| Piros: Televoting Kék: Zsűri | Össz     | Izland   | Ausztria | Írország | Törökország | Málta    | Bosznia-Hercegovina | Portugália | Horvátország | Ciprusi Köztársaság | Németország | Oroszország | Spanyolország | Izrael   | Hollandia | Egyesült Királyság | Ukrajna  | Görögország | Norvégia | Franciaország | Lengyelország | Lettország | Belgium  | Észtország | Románia  | Svédország | Szlovénia |
| ---------------------------- | -------- | -------- | -------- | -------- | ----------- | -------- | ------------------- | ---------- | ------------ | ------------------- | ----------- | ----------- | ------------- | -------- | --------- | ------------------ | -------- | ----------- | -------- | ------------- | ------------- | ---------- | -------- | ---------- | -------- | ---------- | --------- |
| Izland                       | 81       |          |          | 7        | 8           | 12       |                     |            | 6            | 5                   | 1           |             |               |          | 6         |                    | 4        |             | 12       | 1             | 1             | 3          | 3        | 1          |          | 7          | 4         |
| Ausztria                     | 101      | 10       |          |          | 6           |          | 5                   | 10         | 5            | 4                   | 2           |             | 8             |          | 8         | 8                  |          | 2           | 8        |               |               | 4          | 2        | 6          |          | 6          | 7         |
| Írország                     | 53       | 2        |          |          | 5           | 5        |                     | 7          | 4            | 7                   |             |             |               |          |           | 12                 | 1        |             | 6        |               |               | 1          | 1        |            |          |            | 2         |
| Törökország                  | 167      | 3        | 12       |          |             | 4        | 12                  | 8          | 10           | 8                   | 10          |             | 3             | 7        | 12        | 7                  | 2        | 7           | 10       | 10            | 2             |            | 12       |            | 10       | 8          | 10        |
| Málta                        | 4        |          |          | 3        |             |          |                     | 1          |              |                     |             |             |               |          |           |                    |          |             |          |               |               |            |          |            |          |            |           |
| Bosznia-Hercegovina          | 27       |          | 7        |          | 12          |          |                     |            | 8            |                     |             |             |               |          |           |                    |          |             |          |               |               |            |          |            |          |            |           |
| Portugália                   | 13       |          |          | 2        |             |          |                     |            |              |                     |             |             | 2             |          |           |                    | 3        |             |          | 6             |               |            |          |            |          |            |           |
| Horvátország                 | 29       |          | 5        | 6        | 3           |          | 6                   |            |              |                     |             |             |               |          |           |                    |          | 1           |          |               |               |            |          |            |          |            | 8         |
| Ciprus                       | 15       |          |          |          |             | 2        |                     |            |              |                     |             |             |               | 1        |           |                    |          | 12          |          |               |               |            |          |            |          |            |           |
| Németország                  | 53       | 8        | 1        | 4        |             | 3        |                     |            |              |                     |             | 7           | 4             |          | 2         | 4                  |          |             |          |               | 5             | 2          |          | 2          | 1        | 10         |           |
| Oroszország                  | 164      | 4        | 8        |          | 10          | 1        | 3                   | 4          | 12           | 10                  | 8           |             | 6             | 10       | 1         |                    | 12       | 10          | 2        | 7             | 4             | 12         | 7        | 12         | 7        | 2          | 12        |
| Spanyolország                | 81       | 6        |          |          | 2           |          |                     | 12         | 7            | 6                   |             | 6           |               | 12       | 5         |                    |          | 5           |          |               |               |            | 10       |            | 5        | 4          | 1         |
| Izrael                       | 17       |          |          |          |             |          |                     |            |              |                     |             | 5           | 1             |          |           |                    |          | 3           |          | 8             |               |            |          |            |          |            |           |
| Hollandia                    | 45       |          |          | 5        |             | 7        | 2                   |            |              |                     |             | 10          |               | 2        |           | 1                  |          |             | 5        |               |               |            | 8        |            |          | 5          |           |
| Egyesült Királyság           | 0        |          |          |          |             |          |                     |            |              |                     |             |             |               |          |           |                    |          |             |          |               |               |            |          |            |          |            |           |
| Ukrajna                      | 30       |          |          |          |             |          |                     |            |              |                     |             | 8           |               | 4        |           |                    |          |             |          |               | 10            | 5          |          | 3          |          |            |           |
| Görögország                  | 25       |          |          | 1        | 4           |          |                     |            |              | 12                  | 5           | 1           |               |          |           |                    |          |             |          |               |               |            |          |            | 2        |            |           |
| Norvégia                     | 123      | 12       | 2        | 12       |             | 6        |                     | 5          |              |                     | 7           | 4           |               | 3        | 7         | 6                  | 7        |             |          | 3             | 6             | 7          | 6        | 10         | 3        | 12         | 5         |
| Franciaország                | 19       |          |          |          |             |          | 8                   | 2          |              |                     |             |             |               |          |           |                    |          |             |          |               | 3             |            |          |            | 6        |            |           |
| Lengyelország                | 90       |          | 10       |          |             | 10       |                     |            |              |                     | 12          |             | 5             |          | 4         | 2                  | 8        | 6           | 4        | 5             |               | 8          | 5        | 4          | 4        | 3          |           |
| Lettország                   | 5        |          |          |          |             |          |                     |            |              |                     |             |             |               |          |           |                    |          |             |          |               |               |            |          | 5          |          |            |           |
| Belgium                      | 165      | 7        | 4        | 10       | 7           |          | 10                  | 6          |              | 3                   | 6           | 3           | 12            | 8        | 10        | 5                  | 10       | 8           | 3        | 12            | 12            | 10         |          | 8          | 8        |            | 3         |
| Észtország                   | 14       | 1        |          | 8        |             |          |                     |            |              |                     |             | 2           |               |          |           | 3                  |          |             |          |               |               |            |          |            |          |            |           |
| Románia                      | 73       |          | 6        |          | 1           |          | 7                   |            | 1            | 2                   | 4           | 12          | 10            | 6        |           |                    | 6        | 4           | 1        | 4             | 8             |            |          |            |          | 1          |           |
| Svédország                   | 107      | 5        | 3        |          |             | 8        | 1                   | 3          | 2            | 1                   | 3           |             | 7             | 5        | 3         | 10                 | 5        |             | 7        | 2             | 7             | 6          | 4        | 7          | 12       |            | 6         |
| Szlovénia                    | 7        |          |          |          |             |          | 4                   |            | 3            |                     |             |             |               |          |           |                    |          |             |          |               |               |            |          |            |          |            |           |

### 12 pontos országok
Az alábbi országok kaptak 12 pontot:
| Darab | Jutalmazott ország  | Szavazó ország                                           |
| ----- | ------------------- | -------------------------------------------------------- |
| 5     | Oroszország         | Észtország, Horvátország, Lettország, Szlovénia, Ukrajna |
| 4     | Törökország         | Ausztria, Belgium, Bosznia-Hercegovina, Hollandia        |
| 3     | Belgium             | Franciaország, Lengyelország, Spanyolország              |
| 3     | Norvégia            | Írország, Izland, Svédország                             |
| 2     | Izland              | Málta, Norvégia                                          |
| 2     | Spanyolország       | Izrael, Portugália                                       |
| 1     | Bosznia-Hercegovina | Törökország                                              |
| 1     | Ciprus              | Görögország                                              |
| 1     | Görögország         | Ciprus                                                   |
| 1     | Írország            | Egyesült Királyság                                       |
| 1     | Lengyelország       | Németország                                              |
| 1     | Románia             | Oroszország                                              |
| 1     | Svédország          | Románia                                                  |

## A szavazás és a nemzetközi közvetítések

### Pontbejelentők
A pontbejelentők között ezúttal is több korábbi versenyző volt: az észt Ines (2000), a francia Sandrine François (2002), a holland Marlayne (1999), míg Svédország pontjait Kattis Ahlström, a 2000-es Eurovíziós Dalfesztivál egyik műsorvezetője jelentette be.
| 1. Izland – Eva María Jónsdóttir 2. Ausztria – Dodo Roscic 3. Írország – Pamela Flood 4. Törökország – Meltem Ersan Yazgan 5. Málta – Sharon Borg 6. Bosznia-Hercegovina – Ana Vilenica 7. Portugália – Helena Ramos 8. Horvátország – Davor Meštrović 9. Ciprus – Loukas Hamatsos 10. Németország – Axel Bulthaupt 11. Oroszország – Yana Churikova 12. Spanyolország – Anne Igartiburu 13. Izrael – Michal Zo'aretz | 1. Hollandia – Marlayne 2. Egyesült Királyság – Lorraine Kelly 3. Ukrajna – Lyudmyla Hariv 4. Görögország – Alexis Kostalas 5. Norvégia – Roald Øyen 6. Franciaország – Sandrine François 7. Lengyelország – Maciej Orłoś 8. Lettország – Ģirts Līcis 9. Belgium – Corinne Boulangier 10. Észtország – Ines 11. Románia – Leonard Miron 12. Svédország – Kattis Ahlström 13. Szlovénia – Peter Poles |

## Térkép

Részt vevő országok
Országok, melyek korábban részt vettek, de ebben az évben nem

### Kommentátorok
| Ország                | Kommentátor                                    | Közvetítő csatorna     |
| Részt vevő országok   | Részt vevő országok                            | Részt vevő országok    |
| --------------------- | ---------------------------------------------- | ---------------------- |
| Ausztria              | Andi Knoll                                     | ORF 1                  |
| Ausztria              | Martin Blumenau                                | Hitradio Ö3            |
| Belgium               | Jean-Pierre Hautier (franciául)                | RTBF La Une            |
| Belgium               | Patrick Duhamel és Sophie Brems (franciául)    | RTBF La Première       |
| Belgium               | André Vermeulen és Anja Daems (hollandul)      | VRT TV1                |
| Belgium               | Julien Put és Michel Follet (hollandul)        | VRT Radio 2            |
| Bosznia-Hercegovina   | Dejan Kukrić                                   | BHTV 1                 |
| Ciprus                | Evi Papamichail                                | RIK 1                  |
| Ciprus                | Pavlos Pavlou                                  | RIK Deftero            |
| Egyesült Királyság    | Terry Wogan                                    | BBC One                |
| Egyesült Királyság    | Ken Bruce                                      | BBC Radio 2            |
| Észtország            | Marko Reikop                                   | ETV                    |
| Észtország            | Vello Rand                                     | Raado 2                |
| Franciaország         | Laurent Ruquier és Isabelle Mergault           | France 3               |
| Franciaország         | Laurent Boyer                                  | France Bleu            |
| Görögország           | Dafni Bokota                                   | ET 1                   |
| Görögország           | Giorgos Mitropoulos                            | ERA 1                  |
| Hollandia             | Willem van Beusekom                            | Nederland 2            |
| Hollandia             | Wessel van Diepen                              | Radio 3FM              |
| Horvátország          | Daniela Trbović                                | HRT 2                  |
| Horvátország          | Draginja Balaš                                 | HR 2                   |
| Írország              | Marty Whelan és Phil Coulter                   | RTÉ One                |
| Izland                | Gísli Marteinn Baldursson                      | Sjónvarpið             |
| Izrael                | Kommentár nélkül                               | Channel 1              |
| Izrael                | Daniel Pe'er                                   | Reshet Gimel           |
| Lengyelország         | Artur Orzech                                   | TVP 1                  |
| Lettország            | Kārlis Streips                                 | LTV 1                  |
| Málta                 | John Bundy                                     | TVM                    |
| Németország           | Peter Urban                                    | Das Erste              |
| Németország           | Thomas Mohr                                    | Deutschlandfunk, NDR 2 |
| Norvégia              | Jostein Pedersen                               | NRK 1                  |
| Oroszország           | Yuriy Aksyuta és Yelena Batinova               | Rosszija 1             |
| Oroszország           | Vadim Dolgachev                                | Voice of Russia        |
| Portugália            | Margarida Mercês de Melo                       | RTP 1                  |
| Románia               | Andreea Demirgian                              | TVR 1                  |
| Spanyolország         | José Luis Uribarri                             | La Primera             |
| Svédország            | Pekka Heino                                    | SVT 1                  |
| Svédország            | Carolina Norén és Björn Kjellman               | SR P3                  |
| Szlovénia             | Andrea F                                       | SLO 1                  |
| Törökország           | Bülend Özveren                                 | TRT 1                  |
| Törökország           | Canan Kumbasar                                 | TRT Radyo 3            |
| Ukrajna               | Dmytro Kryzhanivskyi és Pavlo Shylko           | Persij Nacionalnij     |
| További országok      |                                                |                        |
| Albánia               | N/A                                            | TVSH                   |
| Andorra               | Meri Picart és Albert Roig                     | ATV                    |
| Ausztrália            | Des Mangan                                     | SBS TV                 |
| Dánia                 | Jørgen de Mylius                               | DR 1                   |
| Egyesült Államok      | N/A                                            | Israeli Network        |
| Fehéroroszország      | Ales Kruglyakov és Tatyana Yakusheva           | BTRC                   |
| Finnország            | Maria Guzenina és Asko Murtomäki               | YLE TV2                |
| Finnország            | Iris Mattila és Tarja Närhi                    | YLE Radio Suomi        |
| Litvánia              | Darius Užkuraitis                              | LTV 2                  |
| Macedónia             | Milanka Rašić                                  | MTV 3                  |
| Olaszország           | Fabio Canino és Paolo Quilici                  | GAY.tv                 |
| Örményország          | N/A                                            | H1                     |
| Puerto Rico           | Kommentár nélkül                               | MSN                    |
| Svájc                 | Roman Kilchsperger (németül)                   | SF 2                   |
| Svájc                 | Jean-Marc Richard és Alain Morisod (franciául) | TSR 1                  |
| Svájc                 | Daniele Rauseo és Claudio Lazzarino (olaszul)  | TSI 1                  |
| Szerbia és Montenegró | Mladen Popović                                 | RTS2                   |